# 송파강
송파강(松坡江)은 1971년까지 한강 중류 유역의 잠실동 부근에 있던 한강의 본류이다. 현재는 매립되어 사라졌다. 그자리에 석촌호수가 남아있다.

## 같이 보기
- 한강
- 신천강
- 잠실섬
- 석촌호수
- 송파나루